# Соловьиная долина
Кладбище «Соловьиная долина» (словац. Cintorín Slávičie údolie) — наибольшее по площади (18,5 га) кладбище в Братиславе. Было основано в 1912 году и изначально предназначалось для захоронения бедных. Расположено в городском квартале Карлова-Весь на улице Старые грунты, рядом с обширным комплексом университетских общежитий («Молодёжь» и «Университетский городок имени Людовита Штура — Мельницы Университета имени Коменского»). Одноимённая улица проходит на расстоянии от кладбища и относится к городскому кварталу Старый город. На кладбище по-прежнему производятся захоронения.

## Известные люди, похороненные на кладбище
- Ян Лангош, политик
- Йозеф Кронер, актёр

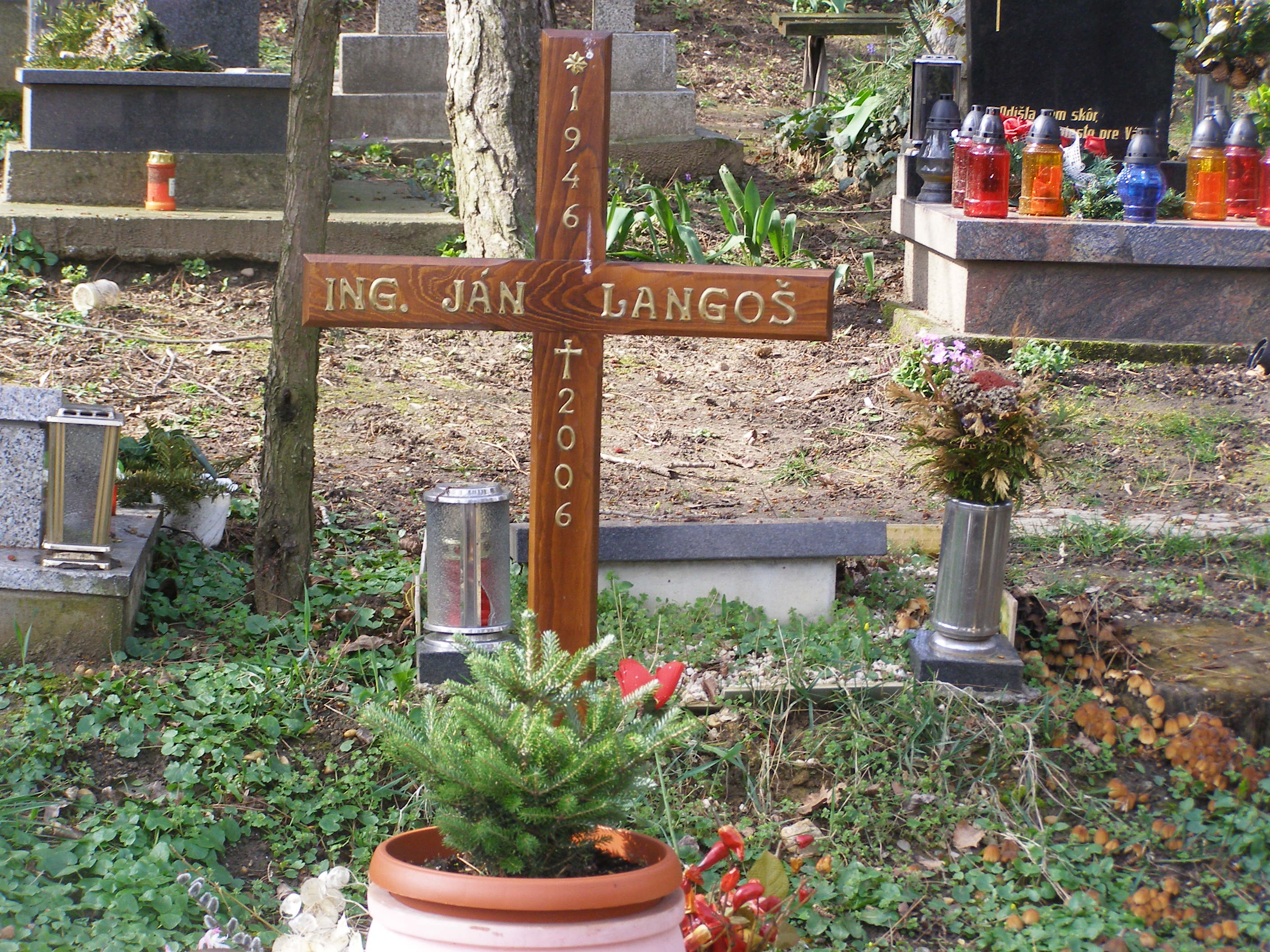
Могила политика Яна Лангоша (1946—2006)

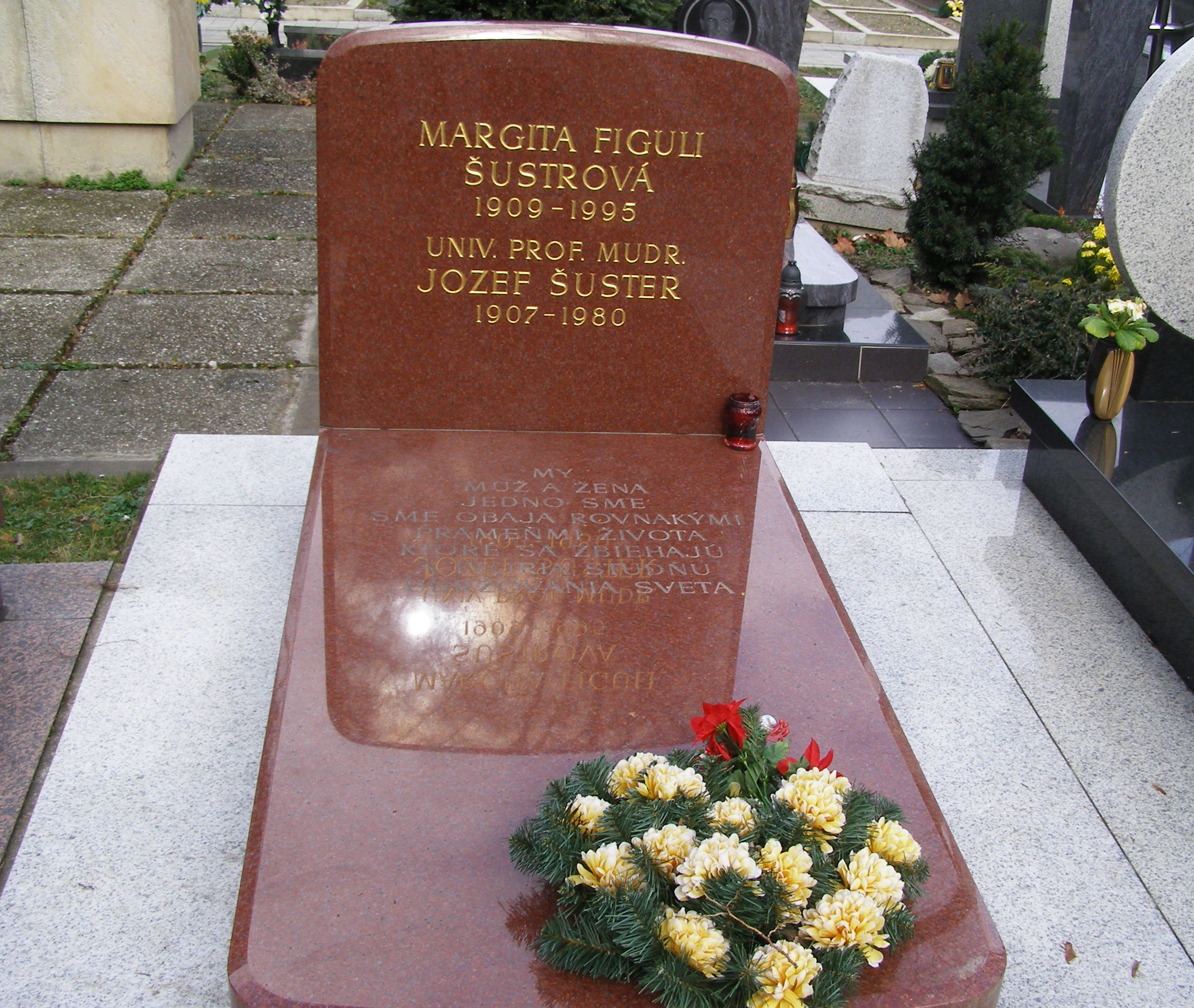
Могила писательницы Маргиты Фигули (1909—1995)

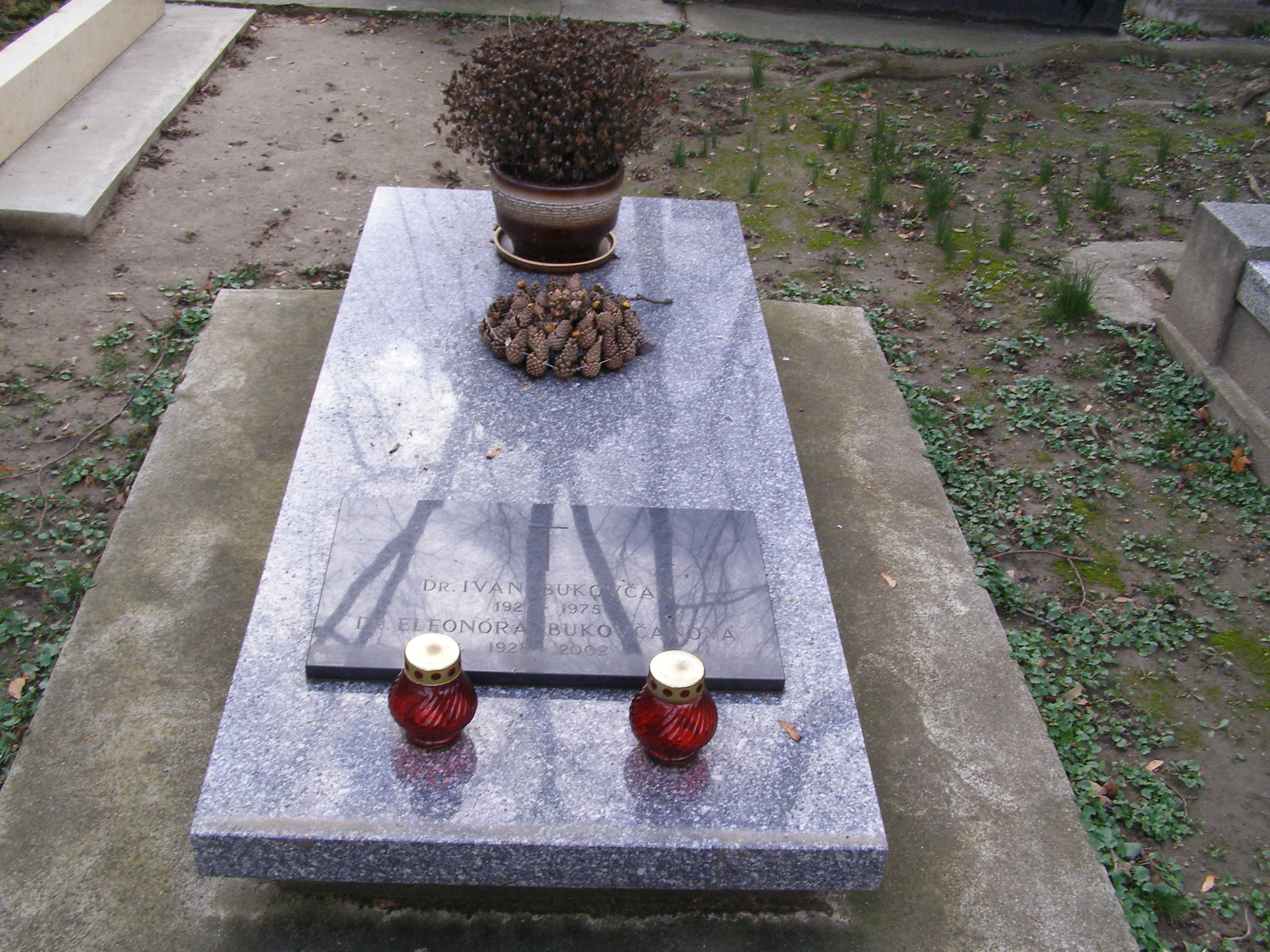
Могила публициста, драматурга и сценариста Ивана Буковчана (1921—1975)

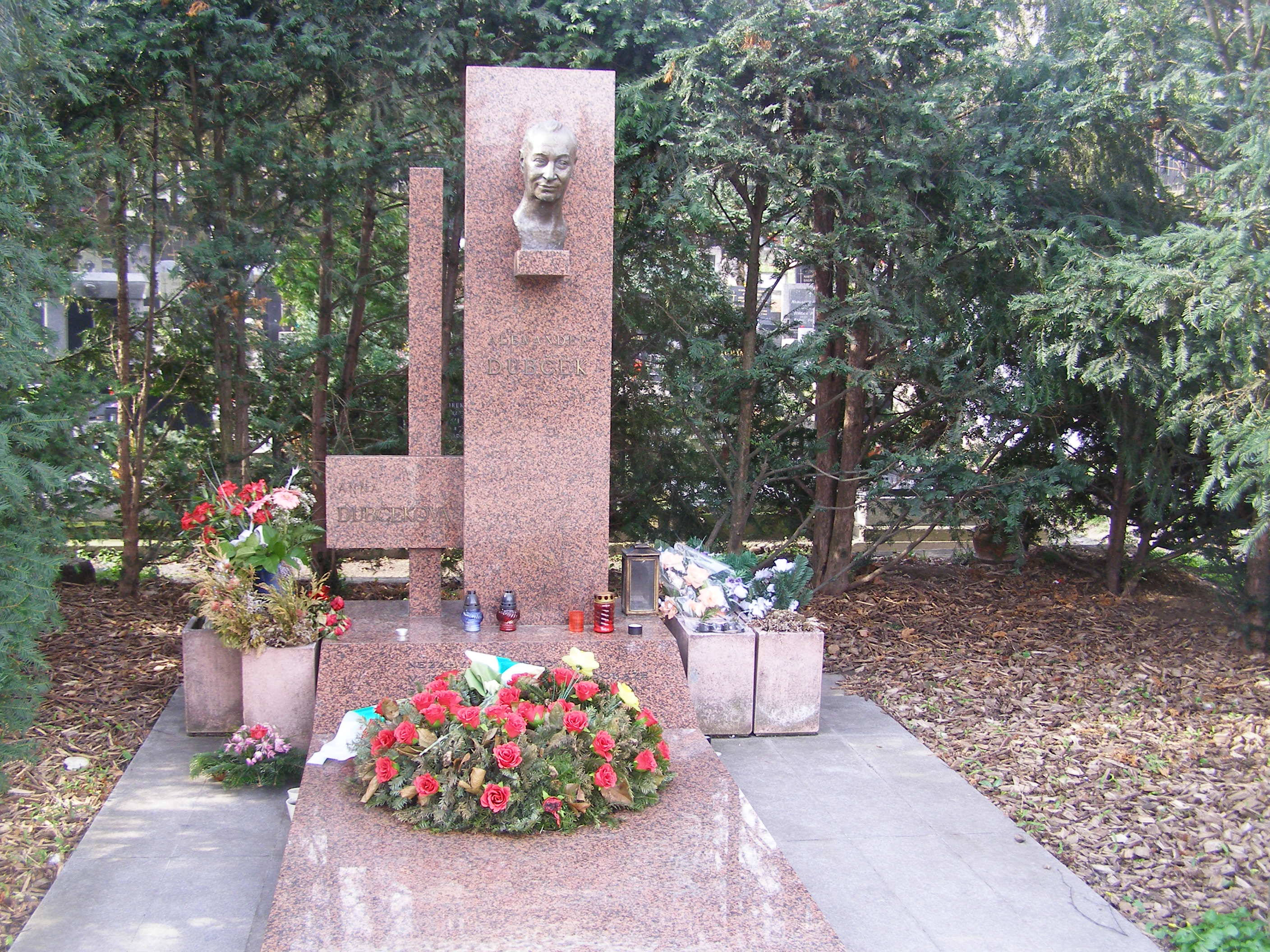
Могила политика, президента Чехословакии Александра Дубчека

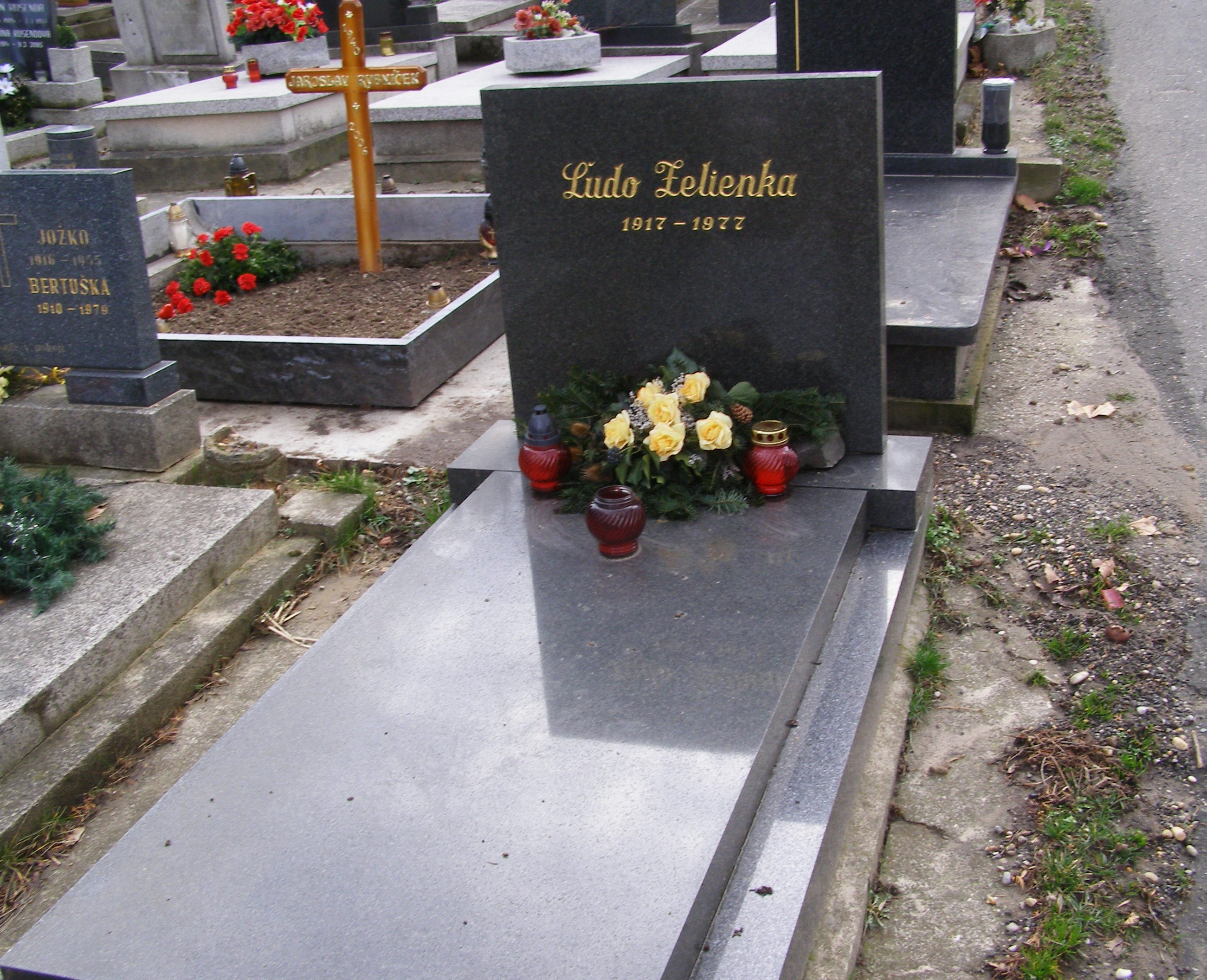
Могила журналиста драматурга, педагога и переводчика Людо Зеленки (1917—1977)

- Терезия Гурбанова-Кронерова, актриса
- Янко Бородач, театральный деятель
- Микулаш Губа, актёр и чтец
- Мария Кишонова-Губова, оперная певица
- Иван Краичек, актёр, певец, режиссёр
- Владимир Минач, прозаик, сценарист, политический деятель
- Маргита Фигули, писательница? переводчица
- Иван Буковчан, публицист, драматург, сценарист
- Эмиль Болеслав Лукач, поэт, переводчик, священник
- Андрей Плавка, поэт, прозаик
- Войтех Мигалик, поэт, переводчик, публицист
- Ян Ондруш, поэт, переводчик
- Людо Зеленка, журналист, драматург, педагог, переводчик
- Людо Ондрейов, поэт, прозаик
- Ян Чаяк младший, прозаик, журналист, редактор
- Янко Алекси, писатель, художник, публицист
- Ян Циккер, композитор, педагог
- Отто Смик, выдающийся пилот
- Мирко Нешпор, антифашист, участник Словацкого национального восстания
- Вера Гусакова, публицист, переводчик, 2-я супруга Густава Гусака
- Гейза Медрицкий, политик, государственный деятель, публицист
- Владимир Файнор, юрист, политик
- Владимир Дзурилла, вратарь, тренер (хоккей)
- Душан Пашек, хоккеист
- Коломан Гёг, футболист
- Мариан Фильц, фигурист
- Петер Фиала
- Луция Поппова, оперная певица
- Александр Мах, политик, журналист
- Штефан Яншак, археолог, дипломат, писатель
- Йозеф Лацко, архитектор, педагог
- Ондрей Бартко, протестантский проповедник, теолог, публицист
- Йозеф Рогачек, протестантский священник, переводчик Библии
- Коломан Иваничка, географ, педагог, научный сотрудник
- Михал Лукниш, геолог, профессор
- Марек Брезовский, композитор, певец, автор песен, пианист
- Антон Габовштяк, лингвист, писатель, публицист
- Франьо Краль, поэт, прозаик социалистического реализма, политик
- Мило Урбан, прозаик, переводчик, журналист
- Отто Смик, лётчик-ас, генерал-майор ВВС Словацкой Республики
- Коломан Лешшо, карикатурист, керамист, мультипликатор

## Транспортное сообщение
Кладбище находится недалеко от квартала Мельничная долина. Рядом расположена большая автомобильная парковка. У въездных ворот находится конечная остановка («круг») следующих автобусных маршрутов городского общественного транспорта: автобусов № 31 (направление Трнавске-Мито) и № 39 (направление Сугвездна). Название остановки — Кладбище «Соловьиная долина».